# Kleinebersdorf (Gemeinde Großrußbach)
Kleinebersdorf ist ein Dorf und eine Katastralgemeinde von Großrußbach im Bezirk Korneuburg in Niederösterreich. Das kleine Dorf liegt an der Laaer Straße, einer wichtigen Hauptverkehrsstraße im Weinviertel.

## Geographie
Kleinebersdorf erstreckt sich über eine Fläche von insgesamt 3,97 Quadratkilometer und liegt auf 268 Meter Seehöhe.

## Geschichte
In Kleinebersdorf gab es bereits eine frühbronzezeitliche Besiedelung. Am südlichen Ortsende befand sich eine Hausberganlage mit doppeltem Graben und einem dreifach Wall. Seinen Namen erhielt Kleinebersdorf vermutlich von den Herren Ebersdorf, die in dieser Gegend mehrere Besitztümer für sich behaupteten. Der Name lässt sich bis in das Jahr 1258 zurückverfolgen. Im Jahr 1822 wurde der Ort als Dorf mit 37 Häusern genannt, das nach Großrußbach eingepfarrt war, wohin auch die Kinder eingeschult wurden. Die Herrschaft Niederleis besaß die Ortsobrigkeit und besorgte die Konskription. Die Landgerichtsbarkeit wurde von der Herrschaft Ernstbrunn ausgeübt. Die Untertanen und Grundholde des Ortes gehörten den Herrschaften Niederleis und Großrußbach.
Am 9. September 1919 gliederte sich Kleinebersdorf als selbstständige Gemeinde von der Gemeinde Wetzleinsdorf aus. Laut Adressbuch von Österreich waren im Jahr 1938 in der Ortsgemeinde Kleinebersdorf ein Gastwirt, ein Gemischtwarenhändler, zwei Landesproduktehändler, ein Schmied, eine Schneiderin, zwei Schuster und ein Tischler ansässig. Im August 1970 wurde sie mit Wirksamkeit 1. Jänner 1971 zu der neuen Marktgemeinde Großrußbach zusammengefasst. 2011 betrug die Einwohnerzahl 307.

## Ortskapelle

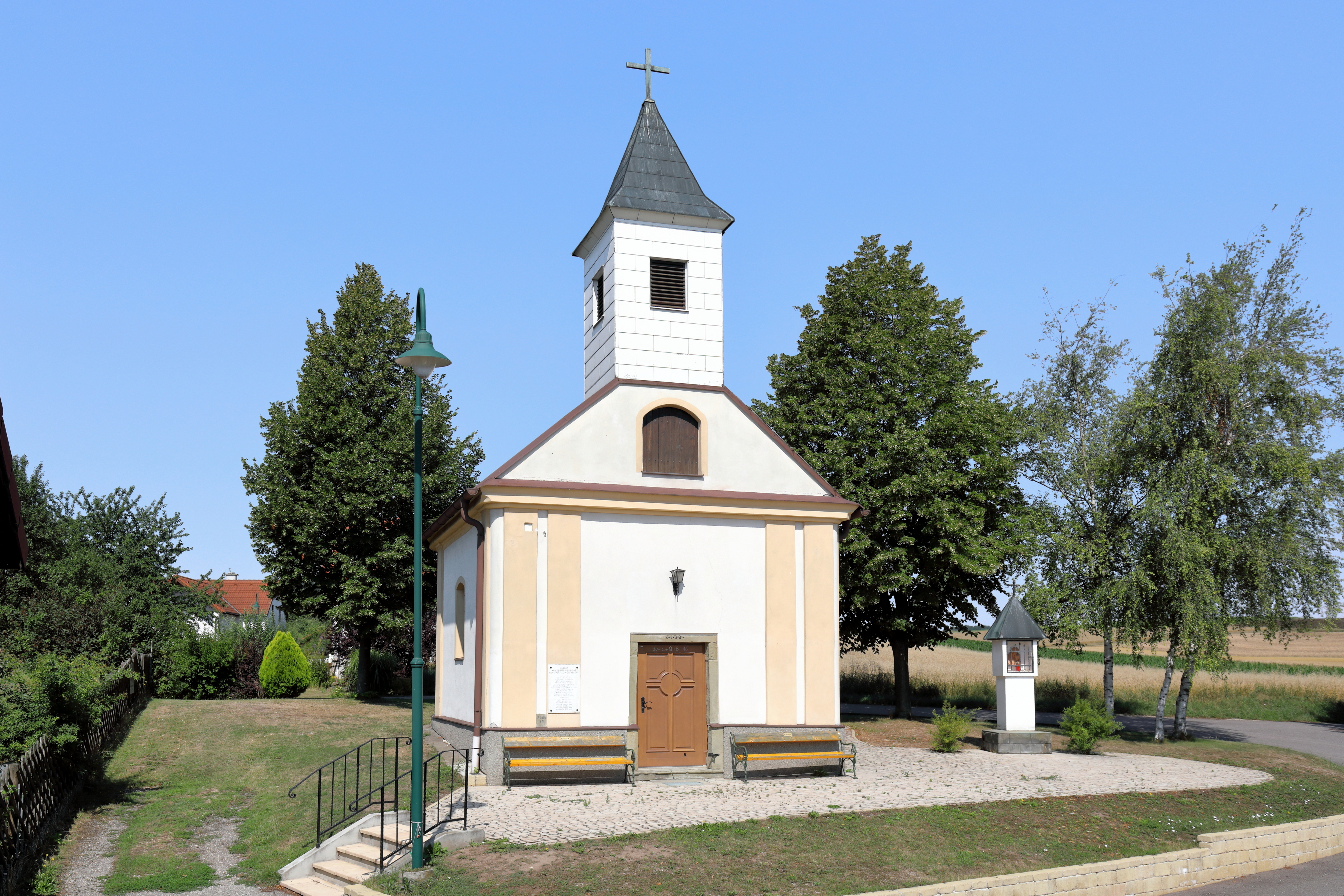
Ortskapelle hl. Antonius

Die erhöht im Nordwesten von Kleinebersdorf gelegene Ortskapelle hl. Antonius ist ein schlichter, rund geschlossener Bau von 1738 mit Faschengliederung, Flachbogenfenstern und einem Giebelreiter. Der Innenraum hat eine Gliederung durch Pilaster und Gesims sowie eine moderne Flachdecke aus Holz. Die Empore mit Balustrade wurde im 19. Jahrhundert angefertigt. Der Altar in der Konche verfügt über eine Säulenädikula mit geschwungenem Giebelaufsatz aus der Zeit um 1740, ein Altarbild des hl. Antonius von Padua und ein barockisierendes Kruzifix.